# 브루노 커비
브루노 커비(Bruno Kirby, 1949년 4월 28일 ~ 2006년 8월 14일)는 미국의 배우이다.

## 출연 작품
- 골든 게이트
- 굿모닝 베트남
- 해리가 샐리를 만났을 때
- 스튜어트 리틀
- 국경선